# Purson

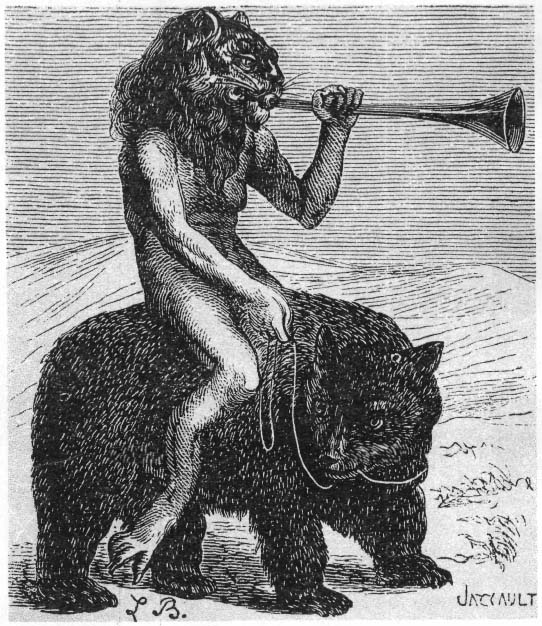
Ilustración de Purson en el Diccionario infernal de Collin de Plancy.

En demonología, Purson, también llamado Curson, Potiro o Potirus, es un gran rey del Infierno que tiene bajo sus órdenes a veintidós legiones de demonios. Sabe sobre cosas ocultas, puede hallar tesoros y hablar sobre el pasado, presente y futuro. Tomando un cuerpo humano, él responde con la verdad sobre todos los secretos y cosas divinas de la Tierra y la creación del mundo. También concede buenos espíritus familiares. Según el Libro de San Cipriano, Purson está bajo las órdenes del demonio Fleuretty.
Purson es representado como un hombre con la cara de un león, llevando una víbora furiosa en su mano y cabalgando un oso. Antes de su llegada pueden oírse algunas trompetas sonando.